# 21639 Davidkaufman
21639 Davidkaufman este un asteroid din centura principală de asteroizi.

## Descriere
21639 Davidkaufman este un asteroid din centura principală de asteroizi. A fost descoperit pe 14 iulie 1999 la Socorro, New Mexico, în cadrul proiectului LINEAR. Asteroidul prezintă o orbită caracterizată de o semiaxă mare de 2,27 ua, o excentricitate de 0,12 și o înclinație de 5,8° în raport cu ecliptica.